# Нагано-Мару
Нагано-Мару (Nagano Maru) — судно, яке під час Другої світової війни взяло участь у операціях японських збройних сил у Малаї, на Філіппінах, в архіпелазі Бісмарка, на Новій Гвінеї та Каролінських островах.

## Передвоєнна історія
Нагано-Мару спорудили в 1917 році на верфі Mitsubishi Dockyard & Engineering Works у Нагасакі на замовлення компанії Nippon Yusen Kaisha.
12 вересня 1937-го на тлі Другої японо-китайської війни судно реквізували для потреб Імперської армії Японії, втім, уже 12 грудня Нагано-Мару повернули цивільному власнику. З 26 червня 1938 по 15 січня 1939 судно знову використовувалось Імперською армією, а з 16 червня по 10 вересня 1941-го — Імперським флотом.
17 жовтня 1941-го Нагано-Мару реквізували вчетверте, знову для Імперської армії.

## Операція у Малаї
13 грудня 1941-го Нагано-Мару разом зі ще 5 транспортами вийшов з бухти Камрань (центральна частина узбережжя В'єтнаму). Їх завданням було доправити військовослужбовців 5-ї піхотної дивізії до Сінгори (наразі Сонгкхла) в одній з найпівденніших провінцій Сіаму, неподалік від кордону британської Малаї (можливо відзначити, що японські війська десантувались у цьому районі ще 8 грудня, у перший день бойових дій). 16 грудня судна прибули до пункту призначення.

## Операція на Філіппінах
У квітні 1942-го, коли японці вже встановили контроль над Південно-Східною Азією (лише під Манілою ще тримався американський гарнізон), Нагано-Мару залучили до операції з доставки окупаційних сил на різноманітні острови Філіппінського архіпелагу. 5 квітня конвой транспортів полишив затоку Лінгайєн (у грудні саме тут відбулась висадка головних сил, виділених для вторгнення на Філіппіни), а 10 квітня прибув до острова Себу (центральна частина архіпелагу), де Нагано-Маро та ще один транспорт висадили війська в Аргао (пів сотні кілометрів на південний захід від міста Себу, де розвантажились інші 5 суден конвою).
26 квітня 1942-го конвой рушив з Себу до острова Мінданао. На південному узбережжі останнього японці ще у грудні зайняли порт Давао, який відіграв важливу роль у подальшому просуванні до Нідерландської Ост-Індії. Тепер же Нагано-Мару та інші судна 29 квітня доправили війська в Котабато на південно-західному узбережжі острова.

## Рейси до архіпелагу Бісмарка
17 січня 1943-го Нагано-Мару відбув із порту Саєкі (північно-східне узбережжя Кюсю) у складі конвою «U», проведення якого здійснювалось у межах операції Військові перевезення №8 (мала за мету постачання угруповання, яке вело важкі бої на Соломонових островах та сході Нової Гвінеї). Відомо, що 31 січня цей конвой досягнув Рабаула — головної передової бази в архіпелазі Бісмарка, з якої здійснювались операції на Соломонових островах та сході Нової Гвінеї.
Є відомості, що 2 березня 1943-го судно вийшло із Рабаула у складі конвою F2, що прямував на Палау (важливий транспортний хаб на заході Каролінських островів). У будь-якому випадку, наприкінці того ж місяця «Нагано-Мару» перебувало у Рабаулі, звідки 28 березня — 5 квітня пройшло з конвоєм до Палау.
12—19 травня 1943-го Нагано-Мару здійснило перехід з Палау до Рабаула в конвої P-512, а 3—11 червня разом з іншим конвоєм здійснило зворотній рейс.

## Рейси на Нову Гвінею
Влітку 1943-го судно залучили до постачання угруповання на Новій Гвінеї, до кількох пунктів на північному узбережжі якої ходили за замкненим маршрутом конвої з Палау. 21 червня Нагано-Мару вирушило у складі конвою «Ханза №4», який 27 червня розвантажився поблизу Вевака, а 2 липня повернувся на Палау. Без проблем відбувся й наступний рейс у конвої «Ганза № 5» (20—31 липня).
20 серпня Нагано-Мару вийшло в море разом з конвоєм «Вевак №7», який 23 числа дістав наказ повернутись на Палау через активність ворожої авіації над Веваком. 28 серпня конвой знову рушив на південь та 2 вересня досягнув пункту призначення. Того ж дня Нагано-Мару зазнало пошкодження внаслідок авіанальоту та не змогло рушити назад у складі «Вевак №  7», а 4 вересня повторно стало ціллю для літаків і втратило здатність пересуватись. Втім, танкер «Кьоєй-Мару №2» (Kyoei Maru No. 2) узяв його на буксир і 6 вересня привів до порту Холландія (наразі Джайпура), так само на північному узбережжі Нової Гвінеї за три з половиною сотні кілометрів на північний захід від Веваку. 7 жовтня судно полишило Нову Гвінею в конвої «Холландія №1» та 11 жовтня нарешті повернулось на Палау.

## Служба на Каролінських островах
У першій половині 1944-го Нагано-Мару перебувало на атолі Трук у центральній частині Каролінських островів (тут ще до війни створили потужну базу японського ВМФ, з якої до лютого 1944-го провадились операції в цілому ряді архіпелагів). 12 січня воно у супроводі есмінця «Тачікадзе» вирушило звідси до атола Сатаван (острови Мортлок за дві з половиною сотні кілометрів на південний схід від Труку), а 14 січня повернулось до головної бази.
У лютому 1944-го Нагано-Мару здійснило ще один рейс до островів Мортлок і вернулось на Трук перед тим, як цей атол став 17 лютого ціллю потужного рейду американського авіаносного угруповання. «Нагано-Мару» спершу обстріляли, а під час другої атаки на нього скинули бомби, близькі вибухи яких призвели до загибелі судна. 60 членів екіпажу «Нагано-Мару» доправив есмінець «Фуджінамі» на Палау.